# Moreirense Futebol Clube
Moreirense Futebol Clube je portugalski nogometni klub iz grada Moreire de Cónegos u sjevernom Portugalu. 
Utemeljen je 1. studenog 1938. godine.

## Poznati igrači
- Filipe Anunciação
- Freddy
- Luís Leal
- Manoel
- Flávio Meireles
- Orlando
- João Ricardo
- Cícero Semedo
- Cristián Uribe

## Klupski uspjesi
Najveći klupski uspjeh je ulazak u 1. portugalsku ligu 2001./2002., iz koje su ispali 2004./2005. godine. 

Najveći uspjeh u kupovima je osvajanje portugalskog liga-kupa (Taça da Liga) 2017. godine.

## Vanjske poveznice
- Službene stranice (na portugalskom)